# Anyphaena kurilensis
Anyphaena kurilensis är en spindelart som beskrevs av Peelle och Saito 1932. Anyphaena kurilensis ingår i släktet Anyphaena och familjen spökspindlar. Inga underarter finns listade i Catalogue of Life.